# Badouma
Badouma est un village du Cameroun situé dans le département du Haut-Nyong et la région de l'Est.
Il fait partie de la commune de Nguelemendouka.

## Population
Lors du recensement de 2005, Badouma comptait 216 habitants.